# استبيان هيئة المحلفين
يشير مفهوم استبيان هيئة المحلفين إلى نموذج يملؤه أعضاء هيئة المحلفين المحتملون قبل البدء في الاستجواب التمهيدي. فتستخدم تلك الاستبيانات في كافة القضايا الرفيعة المستوى عمليًا. وبالتالي «تؤهل» العديد من الولايات القضائية أعضاء هيئة المحلفين من خلال اختيار فقط أولئك الذين يحصلون على استبيانات هيئة المحلفين واستكمالها وإرجاعها. وقد توصلت العديد من الدراسات إلى أن نسبة كبيرة من استبيانات هيئة المحلفين يتم ردها باعتبارها غير قابلة للتسليم أو لم يقم المستلمون أساسًا بإرجاعها.